# SSIF Trend
SSIF Trend SA a fost o societate din Bacău, care oferea în trecut servicii de investiții financiare, fiind până în toamna anului 2009 membră a Bursei de Valori București si Bursei Monetar Financiare și de Mărfuri Sibiu. CNVM a suspendat autorizația de funcționare a firmei de brokeraj Trend Bacău în octombrie 2009. 
Din 14 iulie 2010 Trend SA a intrat in procedura simplificata de faliment.